# Hagenthal-le-Haut
Hagenthal-le-Haut (deutsch Oberhagenthal) ist eine französische Gemeinde mit 745 Einwohnern (Stand 1. Januar 2022) im Département Haut-Rhin in der Region Grand Est (bis 2015 Elsass). Sie gehört zum Arrondissement Mulhouse, zum Kanton Saint-Louis und zum Gemeindeverband Saint-Louis Agglomération.

## Geografie
Die Gemeinde Hagenthal-le-Haut im liegt am Südostrand des Sundgau, nahe der Grenze zur Schweiz, etwa neun Kilometer nordwestlich von Basel. Durch die Gemeinde fließt der Kirchbach, der ab Hagenthal-le-Bas Lentzbach, auf Schweizer Gebiet Lörzbach genannt wird. Hagenthal-le-Haut und die Nachbargemeinde Hagenthal-le-Bas bilden ein geschlossenes Siedlungsgebiet.
Nachbargemeinden von Hagenthal-le-Haut sind Hagenthal-le-Bas im Nordosten, Leymen im Südosten, Liebenswiller im Südwesten, Bettlach im Westen sowie Folgensbourg im Nordwesten.

## Geologie
Hagenthal-le-Haut liegt im lössbedeckten Sundgauer Tertiärhügelland. Unter der Löss- und Lösslehmdecke bilden die sandig-mergeligen Schichten der oligozänen Elsässer Molasse (Molasse alsacienne) den Untergrund.

## Geschichte
1289 erscheint in den Urkunden erstmals ein Hagendal Superior, was die Existenz eines oberen Dorfes neben dem schon 1105 erwähnten unteren Dorf dokumentiert.
Ortsadlige waren die Grafen von Thierstein, später die vom 15.–18. Jahrhundert hier ansässigen Herren von Eptingen, deren Schloss erhalten ist. Im Westfälischen Frieden kam der Ort mit dem ganzen elsässischen Besitz der Habsburger an die französischen Krone. Von 1871 bis 1918 gehörte Oberhagenthal zum Reichsland Elsass-Lothringen.
Der 1794 angelegte Judenfriedhof erinnert an die jüdische Gemeinde, die in den Achtzigerjahren des 18. Jahrhunderts um die 270 Mitglieder zählte und hier eine Synagoge besaß.
In Hagenthal-leHaut existierte noch im 19. Jahrhundert ein gut besuchtes Heilbad mit einer leicht schwefelhaltigen Quelle.

## Bauwerke

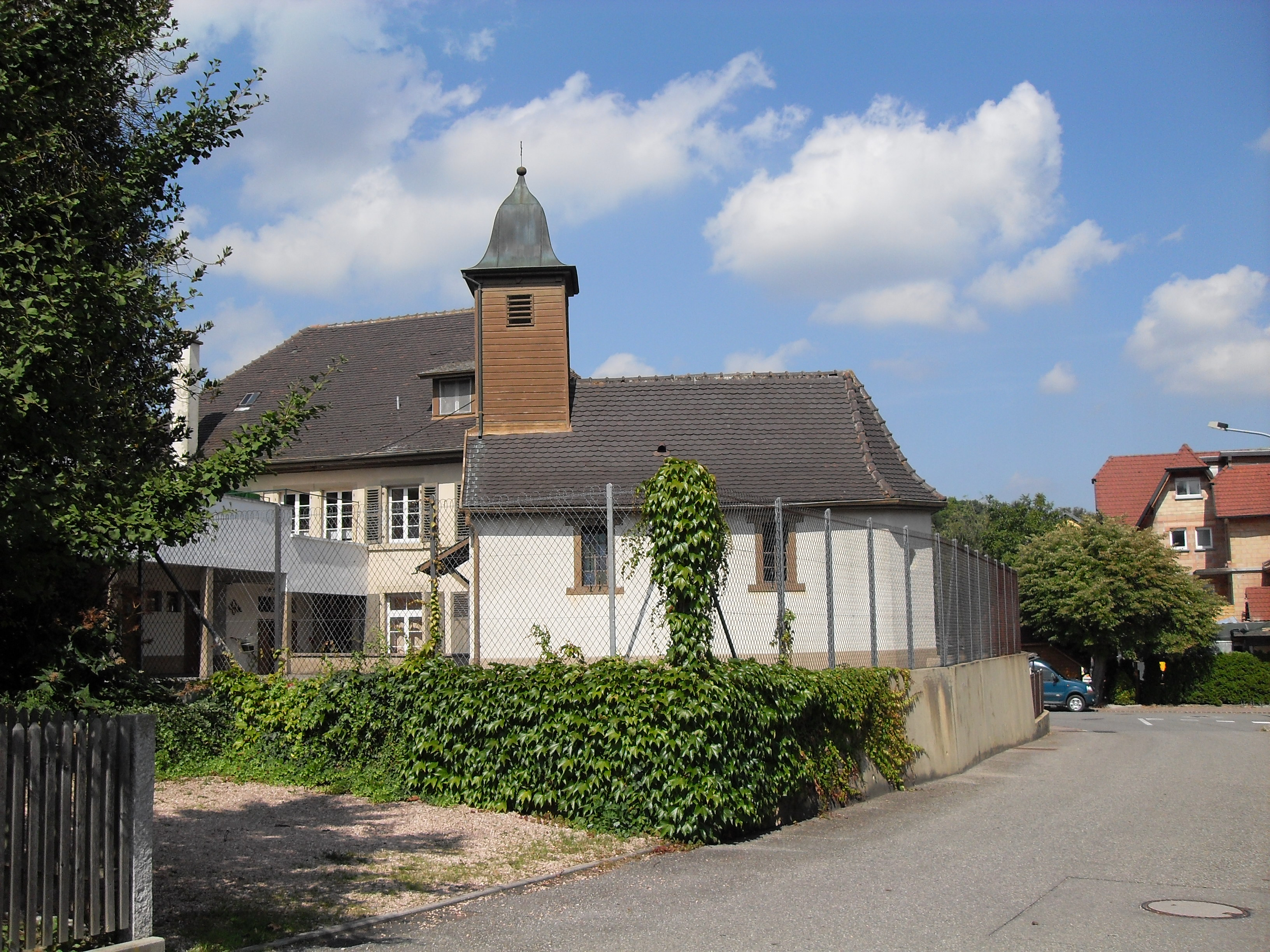
Katharinenkapelle

Die Katharinenkapelle besitzt einen hübschen kleinen Barockaltar (mit einer Katharinenstatue um 1500). Erste Erwähnung der Kapelle 1334. Der jetzige Bau stammt von 1834.

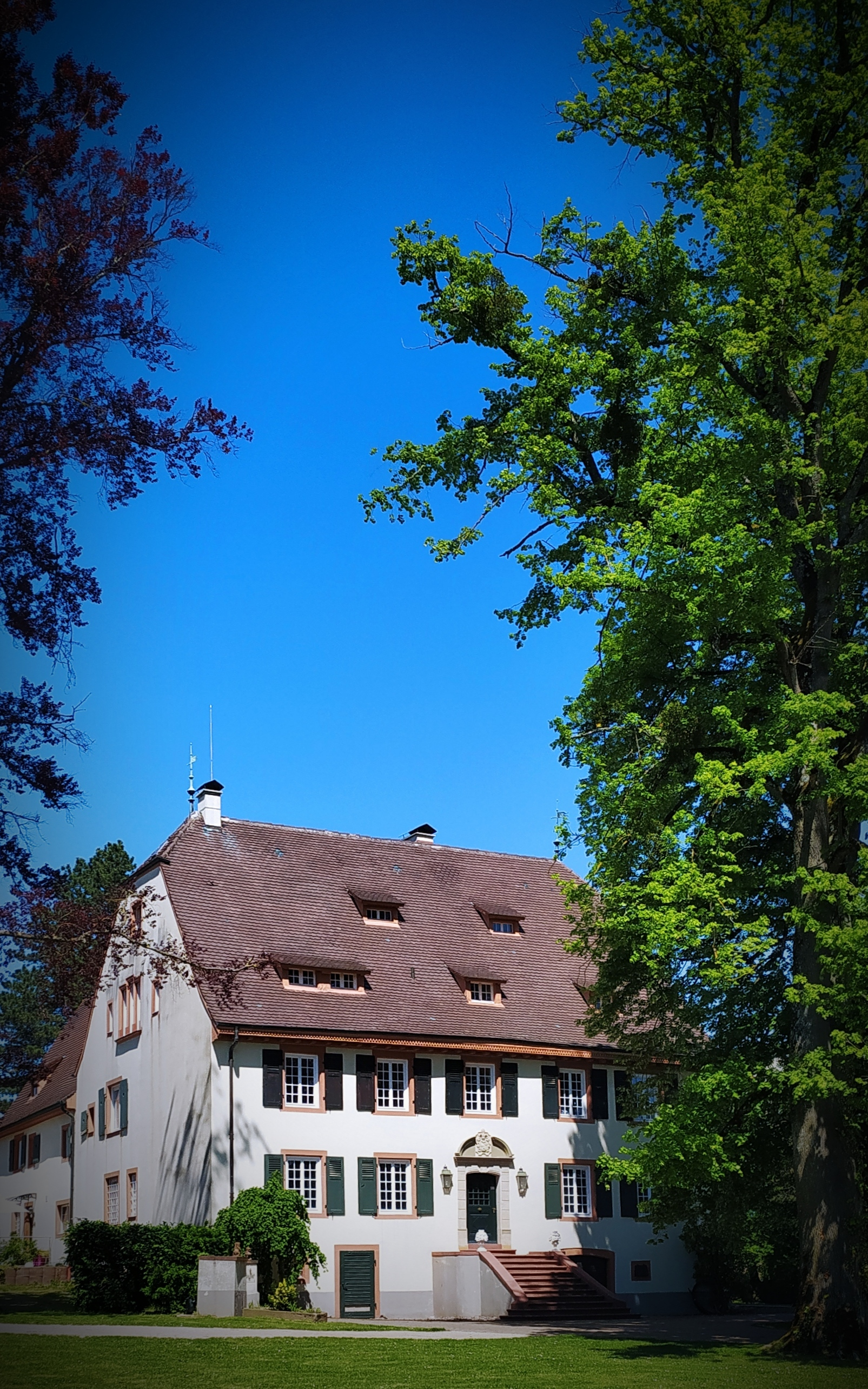
Schloss in Hagenthal-le-Haut

Das Schloss, ein schlichter Bau mit Satteldach und Krüppelwalmen an den Giebeln, ist am Eingang mit dem Wappen der Eptinger im gesprengten Segmentgiebel datiert: 1764. Der Kernbestand ist aber älter und noch vor dem Dreißigjährigen Krieg entstanden, wie die spätgotischen dreiteiligen, mittig überhöhten Gruppenfenster an der Giebelseite erkennen lassen. Die anderen Fenster wurden wohl im 18. Jahrhundert verändert.
Das Schulhaus, ein gut proportionierter Walmdachbau mit Eckquadern und in den drei Mittelachsen mit Kalksandsteinquadern rustiziertem Erdgeschoss.

## Bevölkerungsentwicklung
| Jahr      | 1962 | 1968 | 1975 | 1982 | 1990 | 1999 | 2007 | 2017 |
| Einwohner | 358  | 365  | 380  | 381  | 428  | 410  | 583  | 664  |

## Persönlichkeiten
- Maria Franziska von Eptingen (1631–1707), Äbtissin im Stift Olsberg.